# Polyetentereftalat

PET:s kemiska struktur

Polyetentereftalat (PET), ibland även kallad polyetylentereftalat, är en delaromatisk polyester, av vilken man gör både syntetfiber och termoplast.
PET framställs av etandiol (etylenglykol) och antingen tereftalsyra eller dimetyltereftalat.
PET som används för polyesterfiber och till exempel PET-flaskor är amorft, det vill säga det har ingen kristallstruktur. Detta åstadkoms vid framställningen genom hastig avkylning och gör bland annat att materialet blir transparent, genomskinligt.
Vid framställning av kraftigare PET-material låter man plasten svalna långsammare, varpå den blir delkristallin. En nackdel är att den då också blir opak, ogenomskinlig.
Den klarar nötning och kemikalier bra, är UV-resistent och klarar höga temperaturer: smältpunkt (Tm) {\displaystyle \approx } 220 °C, glastemperatur (Tg) {\displaystyle \approx } 75 °C).[källa behövs]
PET är känslig för hydrolys, formkrypning, och blir elektrostatiskt laddad, vilket gör att den lätt ansamlar smuts och damm. Formkrypningen kan minskas med armering. E-modulen kan vara så hög som 14 GPa och draghållfastheten uppåt 190 MPa, vilket gör PET till ett hållfast konstruktionsmaterial.  

## Användningsområden
Exempel på användning av PET:
- syntetfiber, polyesterfiber, som Terylen och Dacron
- förpackningar, däribland returflaskor
- diverse konstruktionsdetaljer